# Saunderstown (Rhode Island)
Saunderstown es un pequeño pueblo de estilo colonial y distrito histórico de North Kingstown, Rhode Island. Localizado en el condado de Washington.
Saunderstown es conocida por ser el lugar de nacimiento del artista Gilbert Stuart, conocido por pintar el retrato de George Washington que sirvió para ilustrar el billete de 1 dólar. El museo y casa natal de Gilbert Stuart es la casa donde nació, la cual tiene senda natural y un molino de harina funcional. Actualmente está abierto al público como museo. Saunderstown es también la localidad donde está Casey Farm, una plantación del siglo XVIII, que actualmente es una granja familiar. La granja dispone de vegetales orgánicos, hierbas y flores para el programa comunitario de agricultura. Está operado por Historic New England.